# آناتولی کونوف
آناتولی کونوف (روسی: Анатолий Константинович Конев؛ ۱۰ ژانویهٔ ۱۹۲۱ – ۹ نوامبر ۱۹۶۵) بازیکن بسکتبال اهل اتحاد جماهیر شوروی سوسیالیستی بود.
از باشگاه‌هایی که در آن بازی کرده‌است می‌توان به باشگاه بسکتبال زسکا مسکو اشاره کرد.